# VinFast VF 5
VinFast VF 5 hay Herio Green (tùy theo phiên bản) là dòng ô tô điện phân khúc A được phát triển, giới thiệu năm 2022 và phân phối ra thị trường năm 2023 bởi VinFast. 

## Tên gọi
Tên gọi VinFast đã được Vingroup đăng ký bản quyền tại Cục Sở hữu trí tuệ (Việt Nam) với các ý nghĩa được giải thích như sau:
- VinFast viết tắt của các từ:[4]
  - Việt Nam
  - Phong cách (chữ F đại diện âm Ph)
  - An toàn
  - Sáng tạo
  - Tiên phong

## Thông số
VinFast VF 5 được giới thiệu năm 2022 gồm có 1 phiên bản Plus.
| Tính năng                                       | VF 5 Plus                   |
| ----------------------------------------------- | --------------------------- |
| Chiều dài cơ sở                                 | 2,513 milimét (0,0989 in)   |
| Dài                                             | 3,965 milimét (0,1561 in)   |
| Rộng                                            | 1,720 milimét (0,0677 in)   |
| Cao                                             | 1,580 milimét (0,0622 in)   |
| Dung tích khoang chứa hành lý Có hàng ghế cuối  | 260 L Chuẩn ISO 3832        |
| Dung tích khoang chứa hành lý Gập hàng ghế cuối | 900 L Chuẩn ISO 3832        |
| Pin                                             | 37,23 kWh                   |
| Quãng đường NEDC                                | 300 kilômét (190 mi)        |
| Công suất động cơ                               | 100 kilôwatt (130 hp)       |
| Moment xoắn                                     | 135 newtơn mét (100 lbf⋅ft) |
| Dẫn động                                        | Cầu trước                   |
| La zang                                         | 17 inch (430 mm)            |
| Màn hình giải trí cảm ứng                       | 8 inch (200 mm)             |
| Khoảng sáng gầm                                 | 182 milimét (7,2 in)        |
| Tăng tốc 0-100 km/h                             | 12 s                        |